# Brad Richards
Brad Richards (Murray Harbour, 2 maggio 1980) è un hockeista su ghiaccio canadese professionista, gioca nella National Hockey League con la squadra dei Detroit Red Wings.

## Gli inizi
Nato e cresciuto nella città di Murray Harbour, nell'Isola Principe Edoardo, è stato amico di Vincent Lecavalier fin dall'età di 14 anni, quando si sono conosciuti presso l'Athol Murray College di Notre Dame, nella provincia canadese del Saskatchewan, un collegio con un eccellente programma di hockey. Da allora hanno continuato insieme la loro carriera sportiva nella Océanic Rimouski, squadra della Quebec Hockey League, e in seguito nella Tampa Bay Lightning. Vincent Lecavalier è stato anche responsabile della scelta di Richards.
Nella sua ultima stagione con la squadra di Rimouski, come giocatore canadese junior della QMJLH, Richards vinse quasi tutto : il Jean Beliveau Trophy, dopo aver dominato il campionato con 186 punti, così come la Coppa del Telus, miglior giocatore offensivo di lega, ha vinto il QMJHL e la Canadian Hockey League Plus / Minus Award, giocatore in prima squadra nell'All-Star, nel Quebec e nella lega Canadese, così come capocannoniere per la CHL, ed infine, giocatore dell'anno.
Nella post-season, Richards ha conquistato, nel corso dei playoff, come MVP, il Guy Lafleur Trophy e il Stafford Smythe Memorial Trophy della Memorial Cup, durante il quale la sua squadra ha vinto sia il titolo QMJHL playoff, che la CHL del campionato nazionale. In tre anni, nell'Ocèanic ha contribuito con 190 presenze, 143 goal, 289 assist e 432 punti.

## Carriera professionistica

### Tampa Bay Lightning 2000-2008
Richards è stato scelto dalla squadra della Florida dei Tampa Bay Lighting nel NHL Entry Draft del 1998, nel terzo giro, complessivamente con la 64ª scelta assoluta. Nello stesso anno la prima scelta assoluta cadde su Vincent Lecavalier, compagno di squadra di Richards in entrambe le squadre, la Murray Athol College di Notre Dame e la Rimouski. Nel corso del suo primo anno in Florida, Richards ha chiuso la stagione con 82 presenze, 21 goal, 41 assist e 62 punti totali.
Ma la vera e propria esplosione di questo campione si ebbe nel 2004, quando con Lecavalier e Martin St.louis vinsero la Stanley Cup Finals, Nel corso di quella stagione Richards fu il principale artefice, vincendo sia il Conn Smythe che il Lady Byng Trofei. Chiuse la stagione 2004, con 79 punti totali. Più tardi, nello stesso anno vinse, con il Team Canada, la Coppa del Mondo di Hockey.
Richards ha giocato successivamente per via del lockout, lo sciopero Nhl, per la squadra degli Ak Bars Kazan' nel campionato russo con il collega NHL, Ilya Kovalchuk (allora Atlanta Trashers), Alexei Kovalev, Vincent Lecavalier, Michael Nylander, Alexei Zhitnik, Dany Heatley, e Nikolai Khabibulin. Richards ha giocato per il Team Canada nelle Olimpiadi del 2006. Nel 2006, dopo che la squadra venne eliminata dai playoff, Richards ha firmato un contratto di 5 anni con i Lighting dal valore di 39 milioni di dollari.

### Dallas Stars 2008-2011
Il 26 febbraio 2008, circa 3 ore prima della scadenza degli scambi NHL, Richards venne ceduto ai Dallas Stars in un affare di grande successo per i Dallas, che intravidero in Richards il futuro sostituto di Mike Modano, e il portiere Johan Holmqvist sostituto del portiere Mike Smith, il centro terza linea Jeff Halpern e il giocatore finlandese e ala, Jussi Jokinen. Richards si presentò realizzando il record di assist, con cinque nel corso della prima partita, dove i Dallas sconfissero i Chicago Blackhawks per 7-4, venendo riconosciuto come miglior giocatore della partita.
Nel 2008 nei Playoffs, Richards ha realizzato un record NHL, segnando quattro punti in un singolo periodo di gioco, il secondo, contro i San Jose Sharks di Joe Thorthon e Patrick Marleau. Nel corso della stagione 2008-2009, Richards ha segnato 16 gol e 48 punti in 55 partite prima di rompersi il polso del braccio destro. Nella offseason 2009-2010, la squadra rimossero i dirigenti, GM Brett Hull e Les Jackson che avevano acquistato Richards, e licenziato il coach Dave Tippett, sostituito da Marc Crawford.
Nonostante la nuova gestione e gli scarsi risultati della squadra, Richards realizza un punteggio record 91 punti, giocati prevalentemente a fianco dello svedese Loui Eriksson ed il compagno di stanza James Neal. Nel corso della offseason 2009-2010, si piazza settimo nella classifica NHL, proprio dietro l'ex compagno di squadra Martin St. Louis, quarto negli assist totali, e secondo nella produzione powerplay. Nonostante le ottime prestazioni di Richiard, i Dallas non furono in grado di raggiungere i playoff. Dopo questa stagione, Richards venne nominato finalista per il Trofeo Lady Byng.

### New York Rangers 2011
Il 2 luglio 2011, Richards firma un contratto di nove anni del valore di 60 milioni di dollari con i New York Rangers. Venne anche avvicinato dai Calgary Flames, dai Los Angeles Kings, dai Toronto Maple Leafs e dai Tampa Bay Lightning. Grazie al suo contributo, i New York Rangers sperano di siglare una stagione eccezionale, potendo schierare una prima linea con Brad, Marian Gaborik e Brandon Dubinsky, anche lui appena confermato.

### Chicago Blackhawks 2015
Nella stagione 2014-2015 Brad si trasferisce a Chicago, dove si aggiudica la Stanley Cup.

## Riconoscimenti e premi
1999-2000: CHL Player of the Year
1999-2000: CHL capocannoniere
1999-2000: CHL Plus / Minus Award Winner
1999-2000: CHL First All-Star Team
1999-2000: QMJHL Michel Briere Memorial Trophy (Most Valuable Player)
1999-2000: QMJHL Jean Beliveau Trophy (miglior realizzatore)
1999-2000: QMJHL Plus / Minus Award Winner
1999-2000: QMJHL Guy Lafleur Trophy (MVP Playoff)
1999-2000: QMJHL First All-Star Team
1999-2000: Memorial Cup Memorial Stafford Smythe Trophy (MVP)
1999-2000: Memorial Cup All-Star Team
2000-2001: NHL All-Rookie Team
2001-2002: NHL gioco Youngstars partecipante
2003-2004: NHL Stanley Cup
2003-2004: NHL Conn Smythe Trophy (MVP Playoff)
2003-2004: NHL Lady Byng Trophy (Sportività)

## Career statistics
| 1996–97    | Notre Dame Hounds   | SJHL       | 63  | 39  | 48  | 87  | —   | 73  | —  | —  | —  | —  | —  | —  |
| 1997–98    | Rimouski Océanic    | QMJHL      | 68  | 33  | 82  | 115 | +12 | 44  | 19 | 8  | 24 | 32 | —  | 2  |
| 1998–99    | Rimouski Oceanic    | QMJHL      | 59  | 39  | 92  | 131 | +18 | 55  | 11 | 9  | 12 | 21 | —  | 6  |
| 1999–00    | Rimouski Oceanic    | QMJHL      | 63  | 71  | 115 | 186 | +80 | 69  | 12 | 13 | 24 | 37 | +6 | 16 |
| 2000–01    | Tampa Bay Lightning | NHL        | 82  | 21  | 41  | 62  | -10 | 14  | —  | —  | —  | —  | —  | —  |
| 2001–02    | Tampa Bay Lightning | NHL        | 82  | 20  | 42  | 62  | -18 | 13  | —  | —  | —  | —  | —  | —  |
| 2002–03    | Tampa Bay Lightning | NHL        | 80  | 17  | 57  | 74  | +3  | 24  | 11 | 0  | 5  | 5  | -3 | 12 |
| 2003–04    | Tampa Bay Lightning | NHL        | 82  | 26  | 53  | 79  | +14 | 12  | 23 | 12 | 14 | 26 | +5 | 4  |
| 2004–05    | Ak Bars Kazan       | RSL        | 6   | 2   | 5   | 7   | +2  | 16  | —  | —  | —  | —  | —  | —  |
| 2005–06    | Tampa Bay Lightning | NHL        | 82  | 23  | 68  | 91  | 0   | 32  | 5  | 3  | 5  | 8  | -5 | 6  |
| 2006–07    | Tampa Bay Lightning | NHL        | 82  | 25  | 45  | 70  | -19 | 23  | 6  | 3  | 5  | 8  | -4 | 6  |
| 2007–08    | Tampa Bay Lightning | NHL        | 62  | 18  | 33  | 51  | -25 | 15  | —  | —  | —  | —  | —  | —  |
| 2007–08    | Dallas Stars        | NHL        | 12  | 2   | 9   | 11  | -2  | 0   | 18 | 3  | 12 | 15 | +1 | 8  |
| 2008–09    | Dallas Stars        | NHL        | 56  | 16  | 32  | 48  | -4  | 6   | —  | —  | —  | —  | —  | —  |
| 2009–10    | Dallas Stars        | NHL        | 80  | 24  | 67  | 91  | -12 | 14  | —  | —  | —  | —  | —  | —  |
| 2010–11    | Dallas Stars        | NHL        | 72  | 28  | 49  | 77  | +1  | 24  | —  | —  | —  | —  | —  | —  |
| NHL totals | NHL totals          | NHL totals | 772 | 220 | 496 | 716 | -72 | 177 | 63 | 21 | 41 | 62 | -6 | 36 |

## International play
Played for Canada in:
- 2000 World Junior Championships (bronze medal)
- 2001 World Championships
- 2004 World Cup of Hockey (gold medal)
- 2006 Winter Olympics (failed to medal)

International statistics
| Year                | Comp                |    | GP | G | A  | Pts | PIM |
| ------------------- | ------------------- | -- | -- | - | -- | --- | --- |
| 2000                | WJC                 | 7  | 1  | 1 | 2  | 0   |     |
| 2001                | WC                  | 7  | 3  | 3 | 6  | 0   |     |
| 2004                | WCH                 | 6  | 1  | 3 | 4  | 0   |     |
| 2006                | Oly                 | 6  | 2  | 2 | 4  | 6   |     |
| Senior int'l totals | Senior int'l totals | 19 | 6  | 8 | 14 | 6   |     |